# Prionyx atratus
Prionyx atratus är en biart som först beskrevs av Lepeletier de Saint Fargeau 1845.  Prionyx atratus ingår i släktet Prionyx och familjen grävsteklar. Inga underarter finns listade i Catalogue of Life.